# Cristina Buarque
Maria Christina Buarque de Holanda, dite Cristina Buarque, née le 23 décembre 1950 à São Paulo et morte le 20 avril 2025, est une chanteuse et compositrice brésilienne.

## Biographie
Maria Christina Buarque de Holanda naît le 23 décembre 1950 à São Paulo. Elle est la fille du sociologue Sérgio Buarque de Holanda et de Mária Amélia Alvim Buarque de Holanda. Cristina est la sœur cadette de Miúcha, Sergio, Álvaro, Chico Buarque, Piii et Ana de Hollanda.
En 1967, sur l'album Paulo Vanzolini – Onze sambas e uma capoeira enregistré pour le label Marcus Pereira, elle interprète le titre Chorava no meio da rua.
En 1968, sur l'album Chico Buarque Volume 3 de son frère Chico Buarque, de six ans son aîné, elle partage avec lui le morceau Sem fantasia, écrit par Chico Buarque.
Dans les années 1970, avec João do Vale et Miúcha, elle se produit au Bar Violeiro, à Barra da Tijuca, à Rio de Janeiro.
En 1974, elle sort son premier album, Cristina, dans lequel elle interprète l'un de ses plus grands succès, la chanson qui la fait connaître au grand public, Quantas lágrimas, de Manacéia, un compositeur du groupe Velha Guarda da Portela (pt). Sur ce même album, elle enregistre des compositions de plusieurs autres artistes de samba, comme Dona Ivone Lara, d'Império Serrano, Nelson Cavaquinho et Cartola, tous deux de Mangueira. Déjà à cette époque, l'une de ses caractéristiques est mise en évidence, celle de sauver des sambas et des artistes de samba des écoles de samba, dans un travail d'extraction de leurs œuvres.
En 1987, elle enregistre un double compact, produit indépendamment, avec Mauro Duarte (pt), dans lequel ils interprètent tous deux les chansons Resgate, de Mauro Duarte et Paulo César Pinheiro, et Deixa eu vivrer na orgia, un partenariat entre Cristina et Mauro Duarte.
En 1988, elle coproduit et participe à l'album Candeia, sorti par Funarte (en), interprétant le morceau Morro do sossego, de Candeia et Artur Poerner. L'année suivante, la maison de disques Idéia Livre sort l'album Homenagem a Paulo da Portela et encore une fois, en duo avec Mauro Duarte, elle participe à la chanson Quem espera semper acelera. La même année, elle participe aux chœurs sur plusieurs morceaux de l'album Mangueira chega, de Velha-Guarda da Mangueira. L'album est produit par Katsunori Tanaka et sorti au Japon, et est plus tard publié au Brésil par le label Nikita Music.
Cristina Buarque meurt le 20 avril 2025 à l'âge de 74 ans des suites de complications liées au cancer pour lequel elle était soignée.

## Discographie
- Paulo Vanzolini - onze sambas e uma capoeira (1967) Selo Marcus Pereira LP
- Chico Buarque de Holanda volume 3 (1968) RGE LP
- Cristina (1974) RC LP
- Paulo Vanzolini - onze sambas e uma capoeira (1975) Selo Marcus Pereira LP
- Prato e faca (1976) RCA LP
- Tiro de misericórdia (1977) RCA LP
- Pelas ruas (1977) Odeon LP
- Arrebém (1978) Continental LP
- Clementina e convidados (1979) EMI-Odeon LP
- Ópera do malandro (1979) Philips LP
- Vejo amanhecer (1980) Ariola LP
- Cristina (1981) Ariola LP
- Geraldo Pereira - evocação V (1981) Estúdio Eldorado LP
- Cadáver Pega Fogo Durante o Velório (1983)
- Nelson Cavaquinho - As flores em vida (1985) Estúdio Eldorado LP
- Cristina e Mauro Duarte (1985) Coomusa LP
- Resgate/Deixa eu viver na orgia (1987) Independente Compacto duplo
- Candeia (1988) Funarte LP
- Homenagem a Paulo da Portela (1989) Idéia Livre LP
- Bloco Carnavalesco Simpatia é Quase Amor - 5 anos de samba em Ipanema (1990) Fama LP
- Resgate (1994) Saci CD
- Estácio & Flamengo - 100 anos de samba e amor (1995) Saci CD
- Sem tostão… a crise é boato. Canções de Noel Rosa (1995) Millan CD
- Eterna chama/Candeia. Homenagem (1998) Perfil Musical CD
- Chico Buarque de Mangueira (1998) BMG CD
- Ganha-se pouco, mas é divertido (2000) Jam Music CD
- Ala de Compositores da Portela (2000) CD
- Sem tostão 2… a crise continua (2001) Rob Digital CD
- Acertos de contas de Paulo Vanzolini (2002) Biscoito Fino CD
- Um ser de luz - saudação a Clara Nunes (2003) Deckdisc CD
- Cristina Buarque e Terreiro Grande Ao Vivo (2007) Independente/Tratore CD